# Playa Vicente kommun
Playa Vicente är en kommun i Mexiko.   Den ligger i delstaten Veracruz, i den sydöstra delen av landet, 400 km sydost om huvudstaden Mexico City.
Följande samhällen finns i Playa Vicente:
- Playa Vicente
- Abasolo del Valle
- Arenal Santa Ana
- La Nueva Era
- Lealtad de Muñoz
- La Victoria
- Tomatillo
- Nuevo Raya Caracol
- Arroyo Dehesa
- El Serrano
- Juan Enríquez
- Arroyo Seco
- Edén de las Flores
- Nuevo Arroyo del Tigre
- Andrés Gómez Alemán
- San Francisco
- Colonia Solidaridad
- El Ramie
- Nuevo Pescadito de Arriba
- La Candelaria
- Colonia Miguel Hidalgo
- Colonia Benito Juárez
- San Ramón Segundo
- Piedra de Cal
- La Perla
- Nuevo Ojitlán
- Arroyo Guadalupe la Palma
- Rancho Grande
- Vicente Guerrero
- San José Chilapa
- Zanja de Caña
- Carmen Arroyo del Gavilán
- El Naranjo
- Arroyo Colorado
- Nuevo Arroyo Grande
- Ruiz Cortines Revolución
- Agua Fría Nazareno